# Волгоградский областной театр кукол
Государственное бюджетное учреждение культуры «Волгоградский областной театр кукол» — один из старейших театров Волгограда.

## История театра
В 1937 году приказом Сталинградского отдела искусств самодеятельный театр был признан профессиональным. В 1939 году стал четвёртым театром в Сталинграде. Первым режиссёром нового театра стал Александр Хмелев. Всего было 9 актёров. Спектакли проводились на сцене ТЮЗа, а также на любой подходящей сцене, включая выезды в окрестные сёла.
После войны от театра не осталось практически ничего, и он претерпел повторное рождение. В 1956 году состоялось открытие первого постоянного здания театра на проспекте им. Ленина, 15, где его можно найти и в наши дни. Театр успешно гастролировал в Москве, Киеве, Минске, Кишинёве, Астрахани, Воронеже и во многих других городах России, а также в Болгарии и Польше.
В 2003 году директором театра стала Александра Анатольевна Николаенко, которая активно осуществляет руководство по организации спектаклей, гастрольных поездок и благотворительных акций. В 2005 году театр организовывал второй Международный фестиваль «Серебряный осётр» среди коллективов театров кукол различных городов. В 2006, 2009 и 2012 годах театр стал победителем Волгоградского областного конкурса «Лучшее предприятие года».
В 2012-13 гг. по инициативе Волгоградского областного театра кукол и при поддержке Министерства культуры Российской Федерации действовала программа обменных гастролей с Северокавказскими республиками «Кавказская кукольная карусель».
В 2021 (84-85-й театральный сезон) за большой вклад в развитие отечественной культуры и искусства, многолетнюю плодотворную деятельность директору театра Николаенко Александре Анатольевне присвоено почётное звание «Заслуженный работник культуры России». Значительные премьеры сезона: «Царица амазонок» (Р. Мусаев),  «Пока звучат их голоса» (Н. Шмитько), «Достоевский. Сны» (Н. Шмитько по Ф. Достоевскому). Авторский коллектив Волгоградского областного театра кукол награждён государственной премией Волгоградской области I степени в номинации «Театральное искусство» за спектакль «Ночь перед Рождеством» (Д. Дашков по Н. Гоголю). Артисты-кукловоды Анна Козыдубова и Александр Лазаренко получили диплом в номинации «Актёрское обаяние» за спектакль «Машенька и Медведь» на II Международном фестивале театров кукол «Карусель сказок» (г. Чебоксары).
В 2022 году Волгоградскому областному театру кукол исполнилось 85 лет. Главным режиссёром театра стала Екатерина Андреевна Уржумова. Значительные премьеры сезона: «Мальчиш-Кибальчиш» (А. Гайдар) в постановке Н. Шмитько, «Маленький принц» (А. де Сент-Экзюпери) в постановке А.А. Добролюбовой (г. Южно-Сахалинск); впервые в России поставлен спектакль «Таинственный незнакомец» (М. Твен, инсценировка Р. Мусаева) в постановке С.Н. Балыкова (Астрахань). Совместно с инклюзивным театром «Тёплые Артисты» состоялась премьера спектакля с участием молодых людей с ограниченными возможностями здоровья «Про... Чехова» при поддержке Президентского фонда культурных инициатив, постановка Марии Кузнецовой (г. Мытищи).
В 2023 году окончена реконструкция культурно-исторического объекта - бывшего кинотеатра «Победа» по федеральному нацпроекту «Культура», здание передано Волгоградскому областному театру кукол. 21 декабря Волгоградский областной театр кукол театр открыл свои двери зрителям по новому адресу: ул. Коммунистическая, 1. Первыми спектаклями в новом здании стали новогодние сказки «Подарки Зимушки-Зимы» (Т. Баева) и премьерная «Земляника под снегом» (инсценировка, постановка Е. Уржумовой). Театр провёл акцию «Потомки Победителей», «Лабораторию инклюзивных театров», участвовал в профессиональных образовательных программах Театра кукол им. С.В. Образцова. Легендарному спектаклю «Сталинградская Мадонна» (Ю. Войтов) исполнилось 20 лет. Значительные премьеры сезона: «Сохрани мою речь навсегда...» (Е. Уржумова по поэзии Серебряного века), «Том Сойер» (М. Твен), «Рассказы о юных героях», истории из дневников (Е. Уржумова). Спектакль «Пока звучат их голоса» занял второе место на II Открытом фестивале театров кукол «Патриот» (г. Краснодар).
В 2024 году (87-88-й театральный сезон) Театр кукол получил дооснащение, внутренние помещения оформлены панно и новыми локациями. Театр стал настоящим домом театрального искусства, сказочной и современной площадкой с тремя сценами, выставочным пространством. Проводятся спектакли, концерты, фестивали, выставки, творческие лаборатории, крупные социальные и массовые мероприятия. Директор театра, заслуженный работник культуры России Александра Анатольевна Николаенко ушла на пенсию по выслуге лет, проработав в коллективе больше 20 лет. Новым директором назначена Ирина Евгеньевна Бузак, проработавшая в театре на должности заместителя директора более 17 лет.
Значительные премьеры сезона для взрослых зрителей: «Мцыри» (М.Ю. Лермонтов), «Чайка. Метод прочтения» (по А.П. Чехову), для детей: «Сказка о царе Салтане» (по А.С.Пушкину), «Серебряное копытце» (по П.А. Бажову).

Награды и достижения
- диплом победителя областного конкурса «Лучшее предприятие 2006 года», «Лучшее предприятие 2009 года», «Лучшее предприятие 2012 года»[1]
- диплом фестиваля «Золотой тэлэсик» в 2009 году
- диплом I степени Лауреата Государственной премии Волгоградской области в сфере литературы, искусства, архитектуры и культурно-просветительской деятельности в номинации «Театральное искусство»
- грант Губернатора Волгоградской области для поддержки творческих проектов в сфере театрального искусства в номинации «Гастрольный проект».

## Организатор фестивалей
- 1998 г. Фестиваль театров кукол городов Юга России
- 2001 г. Международный фестиваль театров кукол «Серебряный осетр»
- 2000, 2002 гг. Фестиваль-лаборатория театров кукол Волгоградской области
- 2005, 2007 гг. Международный фестиваля театров кукол городов-героев «Серебряный осетр»
- 2010 г. Всероссийский открытый фестиваль театров кукол городов -героев «Серебряный осётр»

## Участник фестивалей
- 1999 «Арт-визит» (Краснодар), «Вологодские потехи» (Вологда),
- 2000 г. — «Лютке — 2000» (Любляна, Словения),
- 2001 г. — «Фестиваль театров кукол и театров теней» (Измир, Турция)
- 2002 г.г. — «Арт-визит» (Краснодар),- "Фестиваль искусства театра кукол "(Прага, Чехия), «Золотой дельфин» (Варна, Болгария), «Белая Вежа» (Брест, Беларусь),
- 2005 г. — «Ликурич −60» (Кишинев, Молдова),
- 2006 г.- «Подильська лялька» (Винница, Украина),
- 2008 г. -«Фестиваль театров кукол для детей и молодёжи» (Яссы, Румыния), «Рабочая лошадка» (Набережные Челны, Татарстан),
- 2009 г. «Подильська лялька» (Винница, Украина), 2009 г. «Золотой тэлэсык» (Львов, Украина)
- 2010 г. «Рабочая лошадка» (Набережные Челны, Татарстан), «Муравейник» (Иваново), «Лялькови зустичи» (Донецк,Украина), «Волжские встречи» (Кострома),
- 2013 г. «Рязанские смотрины» (Рязань), «Чаепитие в Мытищах» (Мытищи)

## Труппа театра
- Наталья Белоцерковская, артист-кукловод, ведущий мастер сцены
- Александр Вершинин, артист-кукловод, Заслуженный артист Российской Федерации
- Валентина Ерёменко, артист-кукловод, ведущий мастер сцены, заслуженная артистка РФ
- Александр Ильин, артист-кукловод
- Татьяна Иткис, артист-кукловод, ведущий мастер сцены.
- Татьяна Катулина, артист-кукловод, ведущий мастер сцены, заслуженная артистка РФ
- Анна Козыдубова, артист-кукловод
- Александр Лазаренко, артист-кукловод
- Вера Лозинская, артист-кукловод, ведущий мастер сцены, заслуженная артистка [РСФСР]
- Наиля Орлова, артист-кукловод
- Мария Печёнова, артист-кукловод
- Владимир Ташлыков, артист-кукловод
- Лидия Текучёва, артист-кукловод, ведущий мастер сцены, заслуженная артистка РФ
- Наталия Усова, артист-кукловод, ведущий мастер сцены
- Светлана Юденко, артист-кукловод
- Ольга Молодцова, артист — кукловод
- Сергей Молодцов, артист- кукловод

## Галерея

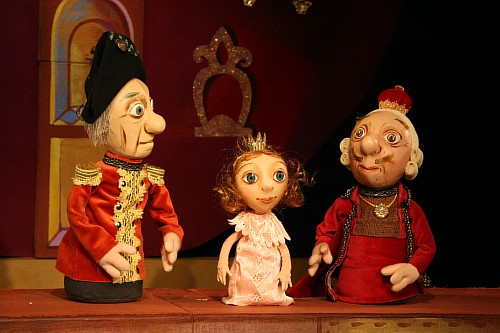
«Артисты» Волгоградского областного театра кукол
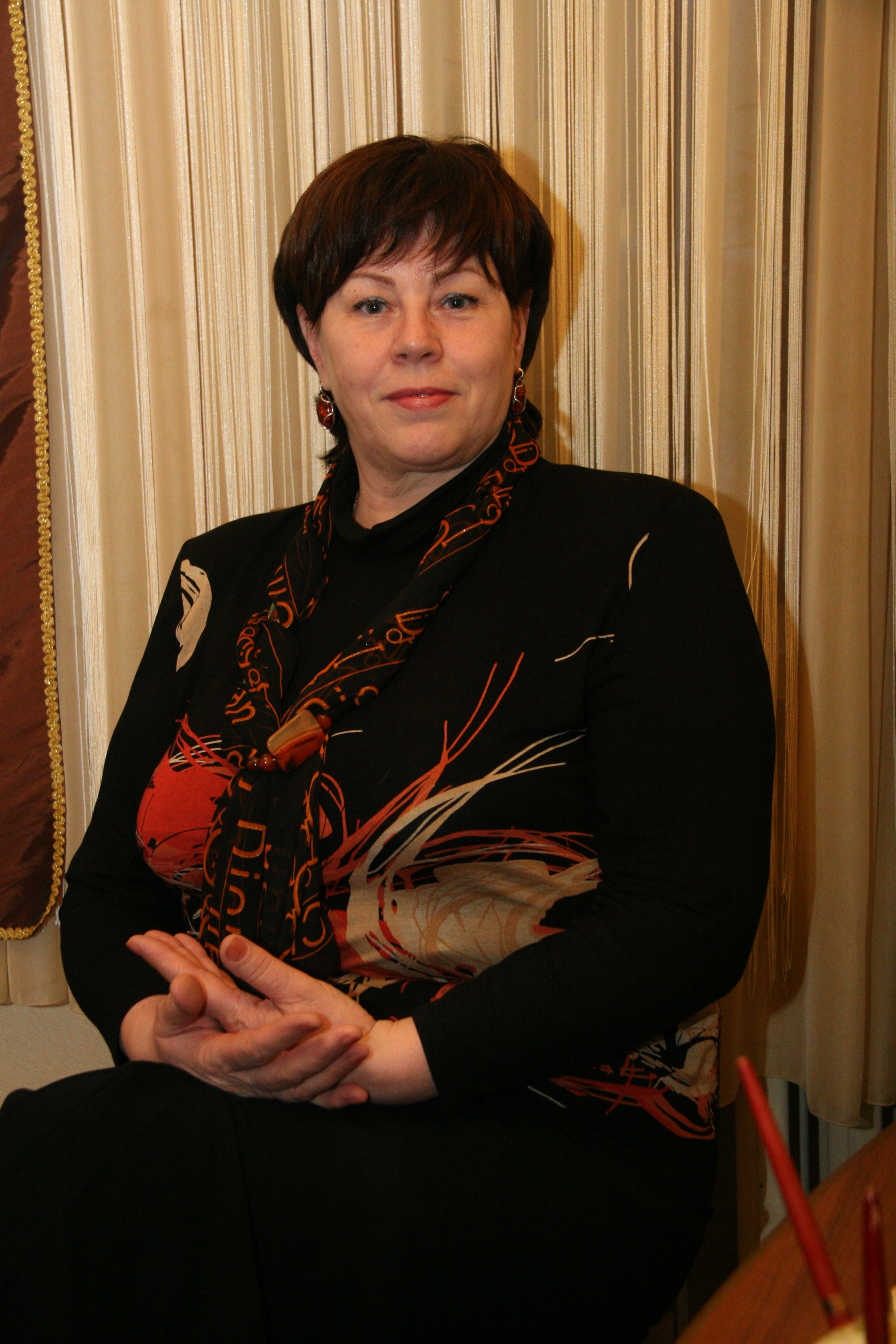
Директор театра Александра Анатольевна Николаенко
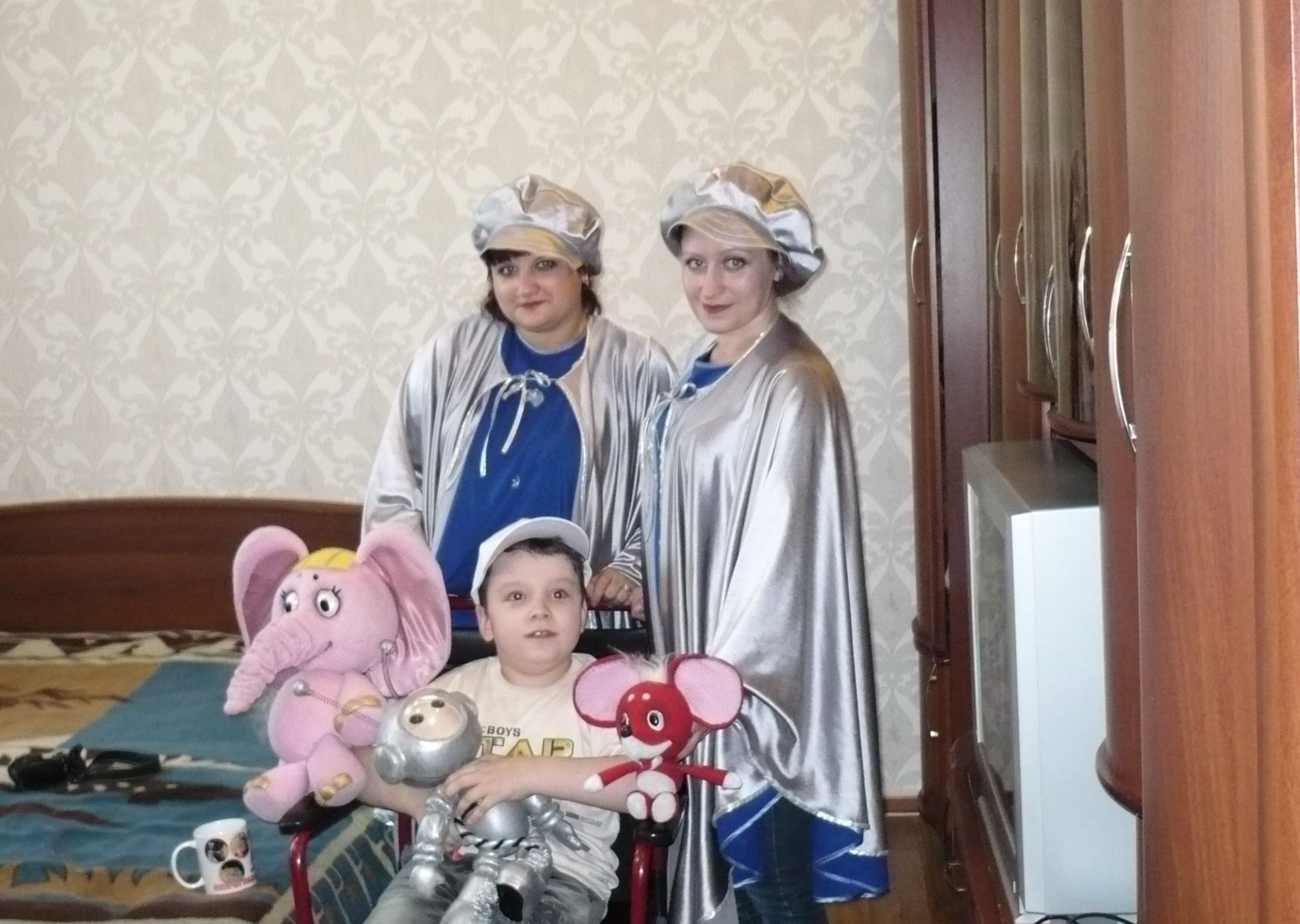
Спектакль на дом, для детей с ограниченными возможностями